# Helvella leucopus
Helvella leucopus är en svampart som beskrevs av Pers. 1822. Helvella leucopus ingår i släktet Helvella och familjen Helvellaceae.   Inga underarter finns listade i Catalogue of Life.

## Källor

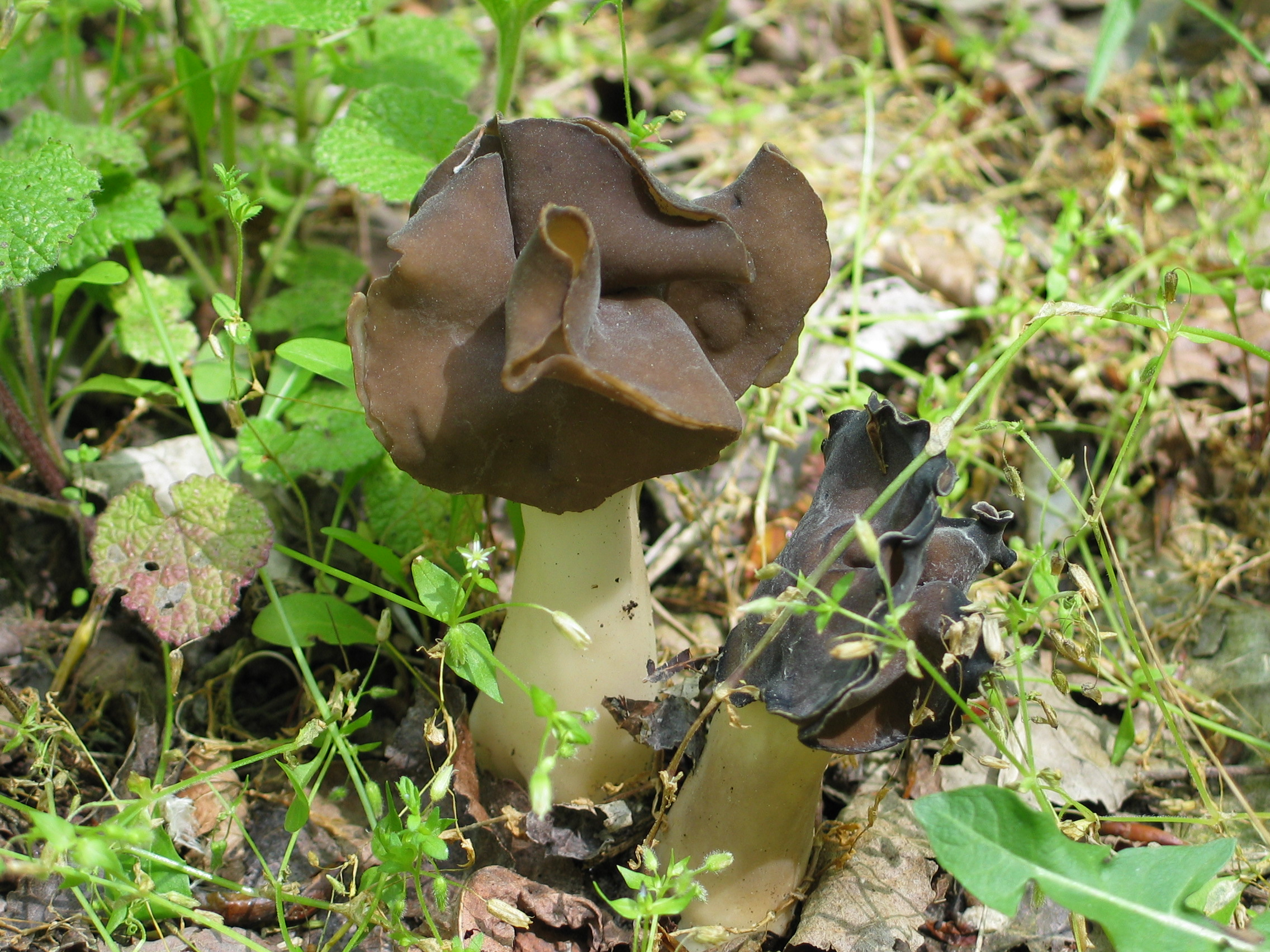